# Spirits in the Forest
Spirits in the Forest – A Depeche Mode Film és una pel·lícula d'un concert i documental de la banda britànica Depeche Mode, dirigit per Anton Corbijn. Es tracta del darrer concert realitzat per la banda dins la gira Global Spirit Tour en el Waldbühne de Berlín (Alemanya), i també hi ha les històries de sis seguidors de la banda. Es va estrenar en cinemes a nivell mundial el 21 de novembre de 2019. Uns mesos després, el 26 de juny de 2020, es va publicar un DVD i un Blu-Ray amb el concert complet titulat LiVE SPiRiTS.

## Producció
Per a la promoció del seu llançament, Depeche Mode va anunciar un concurs en el qual qualsevol seguidor o persona famosa per enviar material relacionat amb la banda: anècdotes, vídeos, fotografies o versions de les cançons. Sis dels guanyadors van ser premiats per ser inclosos en la pel·lícula. Un equip de producció va viatjar a casa de cada una d'aquestes persones per filmar les seves històries i llavors van viatjar al convert final de la gira Global Spirit Tour, que es va celebrar a Berlín (Alemanya). En aquest concert van interpretar un ventall ampli de les cançons del seu repertori, diverses del darrer àlbum, i altres que no tocaven en directe des de feia molts anys.
El mes abans de la seva estrena, el 29 d'octubre de 2019, es va realitzar una preestrena en el Curzon Mayfair de Londres amb la presència del director de la pel·lícula, Anton Corbijn.
La publicació del CD, DVD i Blu-Ray es va realitzar el 26 de juny de 2020, vuitè àlbum de directe de la banda. Per a la seva promoció van llançar una versió en directe de la cançó «Cover Me» quatre dies abans.

## Llista de cançons
| Núm.          | Títol                     | Publicació original         | Durada  |
| ------------- | ------------------------- | --------------------------- | ------- |
| 1.            | «Intro»                   |                             | 2:29    |
| 2.            | «Going Backwards»         | Spirit                      | 6:12    |
| 3.            | «It's No Good»            | Ultra                       | 3:56    |
| 4.            | «A Pain That I'm Used To» | Playing the Angel           | 4:29    |
| 5.            | «Useless»                 | Ultra                       | 5:32    |
| 6.            | «Precious»                | Playing the Angel           | 4:56    |
| 7.            | «World in My Eyes»        | Violator                    | 5:31    |
| 8.            | «Cover Me»                | Spirit                      | 5:08    |
| 9.            | «The Things You Said»     | Music For The Masses        | 3:47    |
| 10.           | «Insight»                 | Ultra                       | 5:37    |
| 11.           | «Poison Heart»            | Spirit                      | 3:26    |
| 12.           | «Where's the Revolution»  | Spirit                      | 4:54    |
| 13.           | «Everything Counts»       | Construction Time Again     | 8:07    |
| 14.           | «Stripped»                | Black Celebration           | 5:04    |
| 15.           | «Enjoy the Silence»       | Violator                    | 7:24    |
| 16.           | «Never Let Me Down Again» | Music For The Masses        | 6:21    |
| 17.           | «I Want You Now»          | Music For The Masses        | 4:32    |
| 18.           | «Heroes»                  | Cover                       | 6:27    |
| 19.           | «Walking in My Shoes»     | Songs of Faith and Devotion | 8:29    |
| 20.           | «Personal Jesus»          | Violator                    | 6:17    |
| 21.           | «Just Can't Get Enough»   | Speak & Spell               | 6:48    |
| Durada total: | Durada total:             | Durada total:               | 1:54:00 |

## Posició en llistes
| Llista (2020) | Posició |
| ------------- | ------- |
| Alemanya      | 1       |
| Espanya       | 3       |
| França        | 4       |
| Itàlia        | 7       |